# Lis Løwert
Lis Løwert (7 de diciembre de 1919 - 26 de noviembre de 2009) fue una actriz de nacionalidad danesa. 

## Biografía

### Carrera
Nacida en Copenhague, Dinamarca, con nueve años de edad encarnó a una elfa en una representación al aire libre en el Parque Dyrehaven. Posteriormente, y de manera ocasional, fue bailarina en el Pantomimeteatret de los Jardines Tivoli. Entre 1937 y 1940 actuó en el Det Ny Teater, y entre 1942 y 1944 se formó en la escuela del Teatro Real de Copenhague. A partir de 1944 y hasta 1971 trabajó para el Folketeatret. Durante doce años también estuvo a cargo del teatro, donde conoció a su esposo, Bjørn Watt-Boolsen.
Tras hacer algunas actuaciones cinematográficas menores a partir de finales de los años 1930, obtuvo varios papeles de relevancia a finales de la siguiente década. En 1950 actuó en una cinta bélica británica The Wooden Horse. A partir de entonces actuó casi exclusivamente en películas de Erik Balling. Sin embargo, se hizo sobre todo conocida por sus actuaciones televisivas en las series Oh, diese Mieter, con el papel de Sra. Clausen, y Matador, como Violet Winter.

### Vida personal
La hermana mayor de Lis Løwerts fue la actriz y directora teatral  Karen Marie Løwert. Se casó por vez primera en 1939 con el actor Palle Reenberg, permaneciendo juntos hasta 1942. La pareja tuvo un hijo. Se casó por segunda vez el 20 de julio de 1947, esta vez con el actor Bjørn Watt-Boolsen, que había sido compañero suyo en la escuela teatral. Permanecieron juntos más de cincuenta años, hasta la muerte de él el 28 de diciembre de 1998.
Lis Løwert falleció en el año 2009 en Copenhague.

## Filmografía
- 1933 : De blaa drenge
- 1938 : Den mandlige husassistent
- 1940 : En ganske almindelig pige
- 1941 : Gå med mig hjem
- 1941 : En forbryder
- 1942 : Tyrannens fald
- 1942 : Søren Søndervold
- 1944 : Mordets melodi
- 1946 : Hans store aften
- 1946 : Oktoberroser
- 1947 : Røverne fra Rold
- 1948 : Penge som græs
- 1948 : Kristinus Bergman
- 1949 : Lejlighed til leje
- 1950 : Susanne
- 1950 : The Wooden Horse
- 1951 : Familien Schmidt
- 1953 : Adam og Eva
- 1955 : På tro og love
- 1956 : Kispus
- 1957 : En kvinde er overflødig
- 1959 : Poeten og Lillemor
- 1960 : Poeten og Lillemor og Lotte
- 1961 : Poeten og Lillemor i forårshumør
- 1971 : Ballade på Christianshavn
- 1970-1977 : Huset på Christianshavn (serie TV)
- 1978-1980 : Matador (serie TV)